# مونيكا لوبيز
مونيكا لوبيز (بالإسبانية: Mónica López)‏ هي ممثلة إسبانية، ولدت في 30 مايو 1969 في إسبانيا.

## وصلات خارجية
- مونيكا لوبيز على موقع IMDb (الإنجليزية)
- مونيكا لوبيز على موقع قاعدة بيانات الفيلم (الإنجليزية)